# Albox
Albox là một đô thị thuộc tỉnh Almería, in Tây Ban Nha. Đô thị này có diện tích 168 km², dân số năm 2005 là 11.271 người.

## Biến động dân số
| 1999  | 2000  | 2001  | 2002  | 2003   | 2004   | 2005   |
| ----- | ----- | ----- | ----- | ------ | ------ | ------ |
| 9,671 | 9,599 | 9,661 | 9,974 | 10,409 | 10,680 | 11,271 |

Nguồn: INE (Tây Ban Nha)